# Farnhamville
Farnhamville – miasto w Stanach Zjednoczonych, w stanie Iowa, w hrabstwach Calhoun, Webster. W 2000 liczyło 430 mieszkańców.